# Calciobetafite
La calciobetafite è un minerale non più ritenuto valido dall'IMA dal 2010 perché è ridondante rispetto alla definizione della betafite.